# Katy B
Katy B（本名Kathleen Anne Brien，1989年5月8日—），英國唱作歌手，生於倫敦。她曾使用Baby Katy這個藝名來出道，更與DJ NG合唱歌曲《Tell Me》。
2011年，發行個人第一張專輯，名為《On A Mission》，是2011年「水星音樂獎」被提名的個人首張專輯。

## 傳記
Katy B在1989年於英國倫敦出生。從小已對R&B音樂有濃厚的興趣。她曾就讀The BRIT School藝術學校。另外在學習鋼琴當中亦自行嘗試作曲及填詞。Rinse FM電台的DJ Geenius發覺她的天份不俗，便合力為她製作專輯。
2010年，Katy B推出單曲《Katy On A Mission》，推出不久後於英國單曲和舞曲榜獲得雙冠軍。2011年4月1日，於英國正式發行個人首張專輯《On A Mission》。

## 專輯

### 2011年4月1日：使命必達（On A Misson）[3]
- 歌曲目錄：

1. Power On Me （我的力量）
2. Katy On A Mission （凱蒂的使命）
3. Why You Always Here （為何在此）
4. Witches Brew （女巫藥水）
5. Movement （動靜）
6. Go Away （遠走高飛）
7. Disappear （消失）
8. Broken Record （破紀錄）
9. Lights On (Feat. Ms Dynamite) （點燈）
10. Easy Please Me （簡單請求）
11. Perfect Stranger （完美陌生人）
12. Hard To Get （難以理解）

## 音樂錄影帶點閱次數
Katy B共推出6個音樂錄影帶。
- 《Broken Record》：逾1,200,000次
- 《Easy Please Me》：逾3,700,000次
- 《Lights On》：逾1,000,000次
- 《Katy On A Mission》：逾1,400,000次
- 《Witches Brew》：逾900,000次
- 《Movement》：逾100,000次